# Сент-Пол (Канзас)
Сент-Пол (англ. St. Paul) — місто (англ. city) в США, в окрузі Ніошо штату Канзас. Населення — 614 особи (2020).

## Географія
Сент-Пол розташований за координатами 37°31′6″ пн. ш. 95°10′29″ зх. д. / 37.51833° пн. ш. 95.17472° зх. д. (37.518285, -95.174822).  За даними Бюро перепису населення США в 2010 році місто мало площу 3,16 км², уся площа — суходіл.

## Демографія
Згідно з переписом 2010 року, у місті мешкало 629 осіб у 240 домогосподарствах у складі 153 родин. Густота населення становила 199 осіб/км².  Було 259 помешкань (82/км²).
Расовий склад населення:
| - 98,1 % — білих - 0,3 % — корінних американців - 0,3 % — азіатів |

До двох чи більше рас належало 1,1 %. Частка іспаномовних становила 1,3 % від усіх жителів.
За віковим діапазоном населення розподілялося таким чином: 24,5 % — особи молодші 18 років, 51,3 % — особи у віці 18—64 років, 24,2 % — особи у віці 65 років та старші. Медіана віку мешканця становила 41,5 року. На 100 осіб жіночої статі у місті припадало 97,8 чоловіків;  на 100 жінок у віці від 18 років та старших — 93,1 чоловіків також старших 18 років.
Середній дохід на одне домашнє господарство  становив 54 084 долари США (медіана — 50 469), а середній дохід на одну сім'ю — 62 393 долари (медіана — 56 250). Медіана доходів становила 36 875 доларів для чоловіків та 28 977 доларів для жінок. За межею бідності перебувало 15,5 % осіб, у тому числі 24,9 % дітей у віці до 18 років та 7,9 % осіб у віці 65 років та старших.
Цивільне працевлаштоване населення становило 305 осіб. Основні галузі зайнятості: освіта, охорона здоров'я та соціальна допомога — 31,8 %, виробництво — 21,3 %, роздрібна торгівля — 14,8 %.